# كريل طويل القدم
ايفوزي طويل القدم أو كريل طويل القدم (الاسم العلمي: Thysanoessa longipes) هو نوع من الحيوانات البحرية يتبع جنس ايفوزي مهدب من فصيلة الايفوزية.